# Верховный национальный трибунал (Польша)

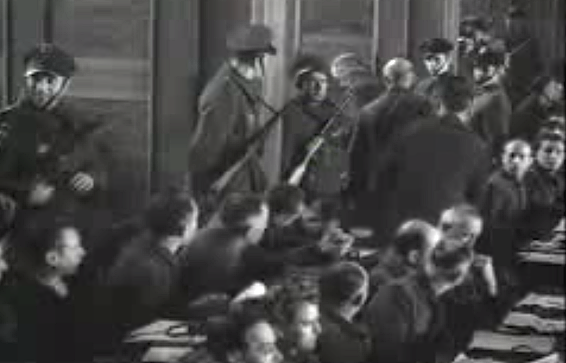
Первый освенцимский процесс, Краков, с 24 ноября по 16 декабря 1947 года

Верховный национальный трибунал (пол. Najwyższy Trybunał Narodowy) — специальный суд в Польше, созданный 18 февраля 1946 года и действовавший на основании Декрета о Верховном национальном суде от 22 января 1946 года. Верховный национальный трибунал занимался расследованием нацистских преступлений и деятельностью предателей польского народа. Суд действовал с 1946 по 1948 год.

## История
Во время Второй мировой войны Польское подпольное государство имело свои судебные органы на территории оккупированной страны, которые выносили судебные решения и приговоры против немецких военных преступников, исполняемые специальными подразделениями. Польский комитет национального освобождения, находившийся под управлением польских левых и коммунистических сил и не признаваемый Польским подпольным государством, также имел свои судебные органы, выносившие собственные решения и приговоры.
Согласно Московской декларации от 1943 года виновные в военных преступлениях и преступлениях против гражданского населения отправлялись государствам, на территории которых эти преступления были совершены. В Польше было выявлено около 12 тысяч преступников. В конечном итоге в Польшу было депортировано около 2 тысяч преступников.
После Второй мировой войны Польский комитет национального освобождения стал доминирующим в послевоенной стране. 12 сентября 1944 года Польский комитет национального освобождения инициировал создание специальных судебных органов, которые занимались преступлениями военных преступников.
Указ о создании Верховного национального трибунала подписал 18 февраля 1946 года президент государственного национального совета Крайовы Рады Народовой Болеслав Берут и утвердили премьер-министр Эдвард Осубка-Моравский, министр юстиции Хенрик Свёнтковский и министр общественной безопасности Станислав Радкевич. Верховный национальный трибунал действовал на основании всего предвоенного и последующего корпуса польского судебного законодательства, в частности на основании Уголовного кодекса (так называемый «Кодекс Макаревича»), утверждённого распоряжением президента от 11 июля 1932 года, Декрета Польского комитета национального освобождения (иначе называемый «Уголовный кодекс Войска Польского») от 24 сентября 1944 года, Декрета Польского комитета национального освобождения от 31 августа 1944 года под названием «О наказании фашистско-гитлеровских преступников, виновных в убийстве и жестоком обращении с гражданскими лицами и заключёнными и также предателей польского народа».
Верховный национальный трибунал состоял из трёх судей и четырёх народных заседателей, назначаемых из числа членов Крайовы Рады Народовой. Суждения суда и его постановления являлись окончательными и обжалованию не подлежали. Подсудимые имели право ходатайствовать о помиловании перед президентом Польской Республики.
Верховный национальный трибунал занимался в частности:
- лицами, ответственными за поражение польских вооружённых сил в 1939 году и фашизацию предвоенной Польши;
- польскими преступниками времён Второй мировой войны;
- лицами, принадлежащими к гражданам Третьего рейха и фольксдойче;
- участниками польского подпольного сопротивления.

Верховный национальный трибунал действовал до 1948 года, после чего он был ликвидирован юридическим актом. Последующие процессы, касавшиеся военных преступлений, передавались обычным гражданским судам.

## Состав суда

### Судьи
- Эмиль Станислав Раппапорт

### Прокуроры
- Тадеуш Цыприан
- Ежи Савицкий
- Мечислав Северский

### Адвокаты
- Станислав Хеймовский[пол.]

## Процессы
Верховный национальный трибунал провёл семь процессов:
1. Процесс против Артура Грейзера. Проходил в Познани с 22 июня по 7 июля 1946 года. Приговор: смертная казнь. Приговор исполнен.
2. Процесс против Амона Гёта. Проходил в Кракове с 27 августа по 5 сентября 1946 года. Приговор: смертная казнь. Приговор исполнен.
3. Процесс против Людвига Фишера, Людвига Лейста, Йозефа Мейзингера и Макса Дауме. Проходил в Варшаве с 17 декабря по 24 февраля 1947 года. Решение: Людвиг Фишер, Йозеф Мейзинге и Макс Дауме — смертная казнь. Приговор исполнен. Людвиг Лейст — 8 лет заключения.
4. Процесс против Рудольфа Хёсса. Проходил в Варшаве с 11 марта по 29 марта 1947 года. Приговор: смертная казнь. Приговор исполнен.
5. Против группы из 40 служащих концентрационного лагеря Освенцим (так называемый «Первый освенцимский процесс»). Проходил в Кракове с 24 ноября по 16 декабря 1947 года. Приговор: 23 человека приговорены к смертной казни через повешение, из которых двоим мера смягчена до пожизненного заключения, 6 человек приговорены к пожизненному заключению, один человек — к 15 годам заключения, 1 человек — к 10 годам заключения, 1 человек — к 5 годам заключения, 1 человек — к 3 годам заключения и один человек оправдан.
6. Процесс против Альберта Форстера. Проходил в Гданьске с 5 апреля по 29 апреля 1948 года. Решение: смертная казнь. Приговор исполнен.
7. Процесс против Йозефа Бюлера. Проходил в Кракове с 17 июня по 5 июля 1948 года. Решение: смертная казнь. Приговор исполнен.

Кроме этого, Верховный национальный трибунал признал руководство Генерал-губернаторства преступной организацией.